# 普萘洛尔
普萘洛爾（Propranolol）屬於一種非選擇性β受体阻断药，常用於治療高血壓、多種心律不整、甲状腺功能亢进症、微血管瘤、表演焦慮症，以及本態性顫抖等。本品可用於預防偏頭痛，以及心绞痛及心肌梗塞發生後的後續心臟問題。本品可經口服或靜脈注射給藥，口服藥劑有分短效型及長效型。服藥後30分鐘藥物會出現於血液中，60至90分鐘後則會達到最大藥效。
常見副作用包含恶心、腹痛，以及便秘等等。心跳过缓及心臟衰竭患者不宜使用。冠狀動脈疾病患者過快停藥可能會導致症狀惡化。本品可能會惡化哮喘的症狀，肝腎功能不佳的用藥者須多加留意。妊娠期間用藥可能會對胎兒造成不良影響。哺乳期間用藥應屬安全，但仍須注意幼兒是否有副作用產生。
普萘洛尔於1964年發現。本品列名於世界卫生组织基本药物标准清单，為基礎公衛體系必備藥物之一。本品屬於通用名药物。2014年，在发展中国家每月劑量的價格在0.24至2.16美金之間。在美國每月劑量則約為15美金。

## 藥理作用
藥理作用有如下幾種。
1. 非選擇阻抑β受體、高劑量直接抑制心肌、減少心輸出量、降低心搏率、減少心臟負荷、用於預防心絞痛
2. 降壓由於：（1）降低心輸出量；（2）影響腎酶（renin）與血管收縮素系統
3. 增加胰島素（insulin）抗藥性及減少葡萄糖耐性，會遮蓋低血糖引起心悸作用

### 副作用
有噁心、嘔吐、腹瀉、便秘、憂鬱及倦怠感。另外支氣管氣喘、充血性心衰竭及接受口服降血糖藥的糖尿病病人禁用。產生副作用時不可驟然停藥，否則易發生心絞痛或心臟再次受損，甚至猝死。

## 外部連結
- Stapleton, M. P. . Texas Heart Institute Journal. 1997, 24 (4): 336–342  [2021-11-10]. ISSN 0730-2347. PMC 325477 . PMID 9456487. （原始内容存档于2021-11-10）.
- U.S. National Library of Medicine: Drug Information Portal - Propranolol （页面存档备份，存于）

Template:血清素受体调节剂